# Charles Bretagne Marie de La Trémoille
Charles Bretagne Marie de La Trémoille (Parigi, 24 marzo 1764 – Parigi, 10 novembre 1839) VIII duc de Thouars, fu un soldato francese e figlio di Jean Bretagne Charles de La Trémoille e di sua moglie, Marie Maximilienne, principessa di Salm-Kyrburg.

## Biografia
La Trémoille sposò Louise Emmanuelle de Châtillon nel 1781, una nipote di Louis César de La Baume Le Blanc, il famoso scrittore. La coppia ebbe una figlia femmina:
- Charlotte (26 ottobre 1788 – 15 febbraio 1791).

Allo scoppio della rivoluzione francese, si schierò con Re Luigi XVI, come fece il resto della sua famiglia. Nel 1789, La Trémoille ed i suoi genitori emigrarono dalla Francia, ed egli si unì all'esercito degli émigré sotto il comando del Principe di Condé. Due dei fratelli di Trémoille perirono durante il Regime del Terrore. Sua moglie fu imprigionata nella Prison de l'Abbaye fino al 1792, quando le fu permesso di raggiungerlo in Inghilterra. Divenne una scrittrice e lasciò l'Inghilterra in compagnia di suo cognato Marie François Emmanuel de Crussol per la corte di Russia intorno al marzo 1797, dove fu una damigella d'onore della zarina Maria Feodorovna.
Dopo la Rivoluzione, La Trémoille ritornò in Francia. In seguito alla morte di Louise Emmanuelle, egli si risposò nel 1817 con Marie Virginie de Saint-Didier da cui ebbe due figlie femmine: 
- Charlotte (8 ottobre 1825 – 21 dicembre 1879), che sposò il barone Franciscus Johannes de Wijkerslooth.
- Éléonore (17 gennaio 1827 – 26 novembre 1846), che sposò il principe Federico V di Salm-Kyrburg.

In seguito alla sua morte, La Trémoille si sposò per la terza volta nel 1830 con Valentine Eugénie Joséphine Walsh de Serrant. Ebbero due figli:
- Marie Henriette (1833–1890), che sposò André de Grandmange.
- Louis Charles, (1838–1911) suo erede come duc of Thouars.

La Trémoille morì poco dopo la nascita di suo figlio, nel 1839.

## Ascendenza
|                                            |                                        |                                                     | Genitori                                  |  |  | Nonni |  |  | Bisnonni                               |  |  | Trisnonni                                 |  |
|                                            |                                        |                                                     |                                           |  |  |       |  |  | Charles Louis Bretagne de La Trémoille |  |  | Charles Belgique Hollande de La Trémoille |  |
|                                            |                                        |                                                     |                                           |  |  |       |  |  | Charles Louis Bretagne de La Trémoille |  |  | Charles Belgique Hollande de La Trémoille |  |
|                                            |                                        | Madeleine de Créquy                                 |                                           |  |  |       |  |  | Charles Louis Bretagne de La Trémoille |  |  |                                           |  |
| Charles Armand René de La Trémoille        |                                        |                                                     |                                           |  |  |       |  |  | Charles Louis Bretagne de La Trémoille |  |  |                                           |  |
|                                            |                                        | Marie Madeleine Motier de La Fayette                | Rene Armand de La Fayette                 |  |  |       |  |  |                                        |  |  |                                           |  |
|                                            |                                        | Marie Madeleine Motier de La Fayette                | Rene Armand de La Fayette                 |  |  |       |  |  |                                        |  |  |                                           |  |
|                                            |                                        | Marie Madeleine Motier de La Fayette                | Marie-Madeleine de Marillac               |  |  |       |  |  |                                        |  |  |                                           |  |
| Jean Bretagne Charles de La Trémoille      |                                        | Marie Madeleine Motier de La Fayette                |                                           |  |  |       |  |  |                                        |  |  |                                           |  |
|                                            |                                        | Emmanuel Théodose de La Tour d'Auvergne de Bouillon | Godefroy Maurice de La Tour d'Auvergne    |  |  |       |  |  |                                        |  |  |                                           |  |
|                                            |                                        | Emmanuel Théodose de La Tour d'Auvergne de Bouillon | Godefroy Maurice de La Tour d'Auvergne    |  |  |       |  |  |                                        |  |  |                                           |  |
|                                            |                                        | Emmanuel Théodose de La Tour d'Auvergne de Bouillon | Maria Anna Mancini                        |  |  |       |  |  |                                        |  |  |                                           |  |
| Marie Hortense de La Tour d'Auvergne       |                                        | Emmanuel Théodose de La Tour d'Auvergne de Bouillon |                                           |  |  |       |  |  |                                        |  |  |                                           |  |
|                                            |                                        | Marie Armande de La Trémoille                       | Charles Belgique Hollande de La Trémoille |  |  |       |  |  |                                        |  |  |                                           |  |
|                                            |                                        | Marie Armande de La Trémoille                       | Charles Belgique Hollande de La Trémoille |  |  |       |  |  |                                        |  |  |                                           |  |
|                                            |                                        | Marie Armande de La Trémoille                       | Madeleine de Créquy                       |  |  |       |  |  |                                        |  |  |                                           |  |
| Charles Bretagne Marie de La Trémoille     |                                        | Marie Armande de La Trémoille                       |                                           |  |  |       |  |  |                                        |  |  |                                           |  |
|                                            | Hendrik Gabriel Joseph de Salm-Kyrburg | Karl Florentin de Salm-Neufville                    |                                           |  |  |       |  |  |                                        |  |  |                                           |  |
|                                            | Hendrik Gabriel Joseph de Salm-Kyrburg | Karl Florentin de Salm-Neufville                    |                                           |  |  |       |  |  |                                        |  |  |                                           |  |
|                                            | Hendrik Gabriel Joseph de Salm-Kyrburg | Marie Gabrielle de Lalaing                          |                                           |  |  |       |  |  |                                        |  |  |                                           |  |
| Philip Joseph Antoine de Salm-Kyrburg      | Hendrik Gabriel Joseph de Salm-Kyrburg |                                                     |                                           |  |  |       |  |  |                                        |  |  |                                           |  |
|                                            |                                        | Maria Theresia de Croÿ                              | Philippe François de Croÿ-Rœulx           |  |  |       |  |  |                                        |  |  |                                           |  |
|                                            |                                        | Maria Theresia de Croÿ                              | Philippe François de Croÿ-Rœulx           |  |  |       |  |  |                                        |  |  |                                           |  |
|                                            |                                        | Maria Theresia de Croÿ                              | Claudine de La Pierre                     |  |  |       |  |  |                                        |  |  |                                           |  |
| Marie Maximilienne Louise de Salm-Kyrbourg |                                        | Maria Theresia de Croÿ                              |                                           |  |  |       |  |  |                                        |  |  |                                           |  |
|                                            |                                        | Maximilian Emmanuel III von Hornes                  | Philippe Emmanuel von Hornes              |  |  |       |  |  |                                        |  |  |                                           |  |
|                                            |                                        | Maximilian Emmanuel III von Hornes                  | Philippe Emmanuel von Hornes              |  |  |       |  |  |                                        |  |  |                                           |  |
|                                            |                                        | Maximilian Emmanuel III von Hornes                  | Marie Anne Antoinette de Ligne            |  |  |       |  |  |                                        |  |  |                                           |  |
| Maria Theresia Josepha von Hornes          |                                        | Maximilian Emmanuel III von Hornes                  |                                           |  |  |       |  |  |                                        |  |  |                                           |  |
|                                            |                                        | Marie Thérèse Charlotte Bruce                       | Thomas Bruce, III conte di Elgin          |  |  |       |  |  |                                        |  |  |                                           |  |
|                                            |                                        | Marie Thérèse Charlotte Bruce                       | Thomas Bruce, III conte di Elgin          |  |  |       |  |  |                                        |  |  |                                           |  |
|                                            |                                        | Marie Thérèse Charlotte Bruce                       | Charlotte d'Argenteau d'Esneux            |  |  |       |  |  |                                        |  |  |                                           |  |
|                                            |                                        | Marie Thérèse Charlotte Bruce                       |                                           |  |  |       |  |  |                                        |  |  |                                           |  |